# Горанско
Горанско је насеље у општини Плужине у Црној Гори. Према попису из 2003. било је 334 становника (према попису из 1991. било је 320 становника).

## Демографија
У насељу Горанско живи 246 пунолетних становника, а просечна старост становништва износи 34,8 година (33,5 код мушкараца и 36,0 код жена). У насељу има 86 домаћинстава, а просечан број чланова по домаћинству је 3,87.
Ово насеље је углавном насељено Србима (према попису из 2003. године), а у последња три пописа, примећен је пораст у броју становника.
|  |

| Демографија | Демографија | Демографија |
| Година      | Становника  | Становника  |
| ----------- | ----------- | ----------- |
|             |             |             |
|             |             |             |
|             |             |             |
|             |             |             |
| 1948.       | 410         |             |
| 1953.       | 483         |             |
| 1961.       | 463         |             |
| 1971.       | 378         |             |
| 1981.       | 309         |             |
| 1991.       | 320         | 320         |
| 2003.       | 334         | 334         |
|             |             |             |

| Етнички састав према попису из 2003.‍ | Етнички састав према попису из 2003.‍ | Етнички састав према попису из 2003.‍ | Етнички састав према попису из 2003.‍ | Етнички састав према попису из 2003.‍ |
| ------------------------------------ | ------------------------------------ | ------------------------------------ | ------------------------------------ | ------------------------------------ |
|                                      |                                      |                                      |                                      |                                      |
| Срби                                 | Срби                                 |                                      | 221                                  | 66,16%                               |
| Црногорци                            | Црногорци                            |                                      | 103                                  | 30,83%                               |
| непознато                            | непознато                            |                                      | 0                                    | 0,0%                                 |

| Година пописа     | 1948. | 1953. | 1961. | 1971. | 1981. | 1991. | 2003. |
| ----------------- | ----- | ----- | ----- | ----- | ----- | ----- | ----- |
| Број домаћинстава | 81    | 89    | 84    | 78    | 64    | 90    | 86    |

| Број чланова      | 1  | 2  | 3  | 4 | 5 | 6  | 7  | 8 | 9 | 10 и више | Просек |
| ----------------- | -- | -- | -- | - | - | -- | -- | - | - | --------- | ------ |
| Број домаћинстава | 86 | 17 | 14 | 8 | 9 | 17 | 10 | 6 | 4 | 1         | 0      |

| Пол    | Укупно | Неожењен/Неудата | Ожењен/Удата | Удовац/Удовица | Разведен/Разведена | Непознато |
| ------ | ------ | ---------------- | ------------ | -------------- | ------------------ | --------- |
| Мушки  | 124    | 57               | 63           | 3              | 1                  | 0         |
| Женски | 133    | 50               | 61           | 22             | 0                  | 0         |
| УКУПНО | 257    | 107              | 124          | 25             | 1                  | 0         |

| Пол    | Укупно                    | Пољопривреда, лов и шумарство | Рибарство                            | Вађење руде и камена | Прерађивачка индустрија       |
| ------ | ------------------------- | ----------------------------- | ------------------------------------ | -------------------- | ----------------------------- |
| Мушки  | 70                        | 11                            | 2                                    | 0                    | 35                            |
| Женски | 49                        | 6                             | 0                                    | 0                    | 24                            |
| УКУПНО | 119                       | 17                            | 2                                    | 0                    | 59                            |
| Пол    | Производња и снабдевање   | Грађевинарство                | Трговина                             | Хотели и ресторани   | Саобраћај, складиштење и везе |
| Мушки  | 3                         | 4                             | 2                                    | 0                    | 2                             |
| Женски | 0                         | 0                             | 10                                   | 4                    | 0                             |
| УКУПНО | 3                         | 4                             | 12                                   | 4                    | 2                             |
| Пол    | Финансијско посредовање   | Некретнине                    | Државна управа и одбрана             | Образовање           | Здравствени и социјални рад   |
| Мушки  | 0                         | 0                             | 6                                    | 0                    | 0                             |
| Женски | 0                         | 0                             | 1                                    | 2                    | 1                             |
| УКУПНО | 0                         | 0                             | 7                                    | 2                    | 1                             |
| Пол    | Остале услужне активности | Приватна домаћинства          | Екстериторијалне организације и тела | Непознато            | Непознато                     |
| Мушки  | 5                         | 0                             | 0                                    | 0                    | 0                             |
| Женски | 1                         | 0                             | 0                                    | 0                    | 0                             |
| УКУПНО | 6                         | 0                             | 0                                    | 0                    | 0                             |